# فریدا گوستافسون
فریدا گوستافسون (سوئدی: Frida Gustavsson؛ زادهٔ ۶ ژوئن ۱۹۹۳) مدل و بازیگر اهل سوئد است. وی از سال ۲۰۰۸ میلادی تاکنون مشغول فعالیت بوده‌است.